# Рейниш-Бергиш (район)
Рейниш-Бергиш (нем. Rheinisch-Bergischer) — район в Германии. Центр района — город Бергиш-Гладбах. Район входит в землю Северный Рейн-Вестфалия. Подчинён административному округу Кёльн. Занимает площадь 437 км². Население — 277,0 тыс. чел. (2010). Плотность населения — 633 человека/км².
Официальный код района — 05 3 78.
Район подразделяется на 8 общин.

## Города и общины
1. Бергиш-Гладбах (105 569)
2. Вермельскирхен (35 569)
3. Лайхлинген (27 494)
4. Рёсрат (27 124)
5. Оверат (27 015)
6. Кюртен (19 720)
7. Буршайд (18 707)
8. Оденталь (15 813)

(30 июня 2010)